# Рогуцький Іван Петрович
Роґуцький Іван (1892, Самбір — 1952, Нью-Йорк) — український політико-громадський діяч, адвокат. Молодший брат Рогуцького Миколи.

## Біографія
Оборонець у політичних процесах у Самборі й Львові, голова Повітової управи УСРП, філії товариства «Просвіта» в Самборі. Діяльний в товаристві «Рідна школа».
У січні 1940 року емігрував до США. На еміграції заступник голова Товариства правників українців у США, був одним із засновників Кредитної кооперативи «Самопоміч» у Нью-Йорку.